# تلبیس ابلیس
تلبیس ابلیس، کتابی‌ به‌ زبان عربی‌ است که در رد و نقد اصحاب‌ عقاید و طوایف‌ مختلف‌ از جمله‌ فیلسوفان‌ و صوفیان‌ نگاشته شده است. این کتاب تألیف‌ ابوالفرج‌ ابن‌جوزی‌ عالم‌ و واعظ‌ حنبلی‌ قرن‌ ششم‌ هجری است. این‌ کتاب‌ به‌ تعبیر مؤلف‌ در بارة‌ انواع‌ محرّمات‌ و بدعتهای‌ ناشی‌ از وسوسه‌های‌ شیطانی‌ است‌. ابن‌جوزی‌ در این‌ اثر، با بحث‌ جدلی‌ به‌ بسیاری‌ از طوایف‌ و فرق‌، از جمله‌ خوارج‌، شیعیان‌ (به‌ قول‌ او روافض‌)، فلاسفه‌، متکلمان‌، باطنیان‌ و بویژه‌ صوفیه‌، تاخته‌ و حتی‌ برخی‌ محدّثان‌ و فقها را، به‌ سبب‌ طرفداری‌ از آنچه‌ او بدعت‌ و خروج‌ از سنّت‌ پیامبر اسلام خوانده‌، نکوهش‌ کرده‌ است‌.